# Spalnoje
Spalnoje (ros. Спальное) – wieś (ros. деревня, trb. dieriewnia) w zachodniej Rosji, w sielsowiecie borkowskim rejonu sudżańskiego w obwodzie kurskim.

## Geografia
Miejscowość położona jest nad rzeką Psioł, 4,5 km od centrum administracyjnego sielsowietu borkowskiego (Borki), 18 km od centrum administracyjnego rejonu (Sudża), 88 km od Kurska.

## Demografia
W 2010 r. miejscowość zamieszkiwało 139 osób.